# Melville McKee
Melville McKee (* 19. August 1994) ist ein britisch-singapurischer Automobilrennfahrer. Er startete 2013 in der GP3-Serie.

## Karriere
McKee begann seine Motorsportkarriere 2008 im Kartsport, in dem er bis 2009 aktiv war. 2010 wechselte er in den Formelsport und trat in der Formel Lista an. Er erreichte auf Anhieb den dritten Gesamtrang. 2011 erhielt McKee ein Cockpit bei ARTA Engineering in der alpinen Formel Renault. Er gewann drei Rennen und schloss die Saison auf dem vierten Platz in der Fahrerwertung ab, während sein Teamkollege Yann Zimmer Vizemeister wurde. Darüber hinaus trat er für ARTA Engineering zu drei Veranstaltungen des Formel Renault 2.0 Eurocups an. Im Anschluss an die Saison wechselte McKee zu Interwetten Racing und er ging in der Winterserie der britischen Formel Renault an den Start. 2012 trat McKee für Interwetten Racing im Formel Renault 2.0 Eurocup an. Mit einem zweiten Platz als bestem Resultat schloss er die Saison auf dem achten Rang ab. Darüber hinaus nahm er an drei Veranstaltungen der alpinen Formel Renault teil. Mit zwei zweiten Plätzen als beste Ergebnisse wurde er Gesamtzehnter.
2013 erhielt McKee ein Cockpit bei Bamboo Engineering in der GP3-Serie. Auf dem Nürburgring gewann er das Sprintrennen. Vor dem letzten Rennwochenende verlor er sein Cockpit wegen Komplikationen mit dem Team. Obwohl er den einzigen GP3-Sieg für Bamboo erzielt hatte, unterlag er teamintern Lewis Williamson mit 31 zu 44 Punkten. McKee schloss die Saison auf dem 14. Gesamtrang ab.

## Persönliches
Melville McKees Großvater Mike McKee war ebenfalls Automobilrennfahrer. McKee ist Brite und Singapurer. Er startet mit britischer Lizenz.

## Statistik

### Karrierestationen
| - 2008–2009: Kartsport - 2010: Formel Lista (Platz 3) - 2011: Alpine Formel Renault (Platz 4) | - 2011: Formel Renault 2.0 Eurocup (Platz 25) - 2011: Britische Formel Renault, Winterserie (Platz 17) - 2012: Formel Renault 2.0 Eurocup (Platz 8) | - 2012: Alpine Formel Renault (Platz 10) - 2013: GP3-Serie (Platz 14) |

### Einzelergebnisse in der GP3-Serie
| Jahr | Team               | 1   | 2   | 3   | 4   | 5   | 6   | 7   | 8   | 9   | 10  | 11  | 12  | 13  | 14  | 15  | 16  | Punkte | Rang |
| ---- | ------------------ | --- | --- | --- | --- | --- | --- | --- | --- | --- | --- | --- | --- | --- | --- | --- | --- | ------ | ---- |
| 2013 | bamboo engineering | ESP | ESP | ESP | ESP | GBR | GBR | GER | GER | HUN | HUN | BEL | BEL | ITA | ITA | UAE | UAE | 31     | 14.  |
| 2013 | bamboo engineering | 14  | DNF | 11  | DNF | 24  | 15  | 7   | 1   | 17  | DNF | 7   | DNF | 12  | 7   |     |     | 31     | 14.  |